# 오니기리

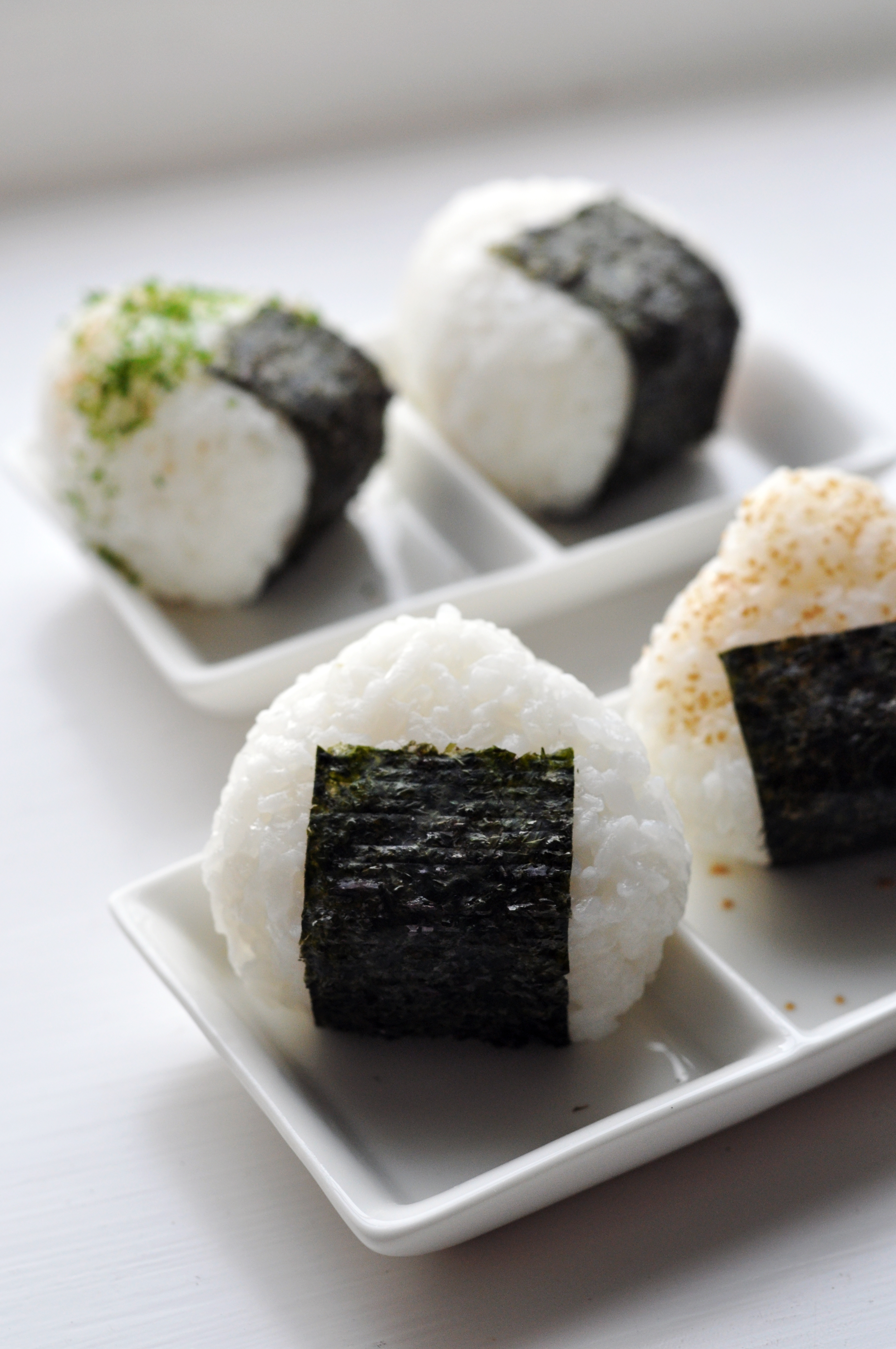
오니기리

오니기리(일본어: おにぎり) 또는 오무스비(おむすび, 영어: onigiri, omusubi, nigirimeshi 또는 rice ball)는 밥에 양념을 하거나 재료를 넣고 삼각형이나 약간 납작한 구 모양으로 빚은 일본의 주먹밥이다. 보통 손바닥 크기 정도로 만든다. 속재료에 따라 다양한 맛을 구현할 수 있으며, 간편하게 식사 할 수 있다. 원래 남은 음식의 저장이나 휴대용 식량으로 만들어졌으나 요즘은 평소에도 즐겨 먹는 음식으로 일본의 편의점이나 슈퍼마켓에서 판매되고 있다. 비슷한 음식이 한국에는 삼각김밥으로 알려져 있다.

## 역사
일본에서 오니기리에 대한 자료는 야요이 시대 중순경의 스기타니차노바타케 유적(일본어: 杉谷チャノバタケ)(이시카와현 가시마군 로쿠세이 정(일본어: 鹿西町, 현 나카노토정))에서 1987년 12월에 주먹밥에 관련 유적이 발굴되어서 이 시기에서부터 오니기리를 먹어온 것으로 보인다. 이 시기의 오니기리는 쌀을 감싸서 삶고 가열하는 치마키(쭝쯔)에 가까운 음식이었다.
오늘날 주먹밥에 가까운 형태의 기원은 헤이안 시대의 돈지키(일본어: 頓食)라고 하는 타원형의 큰 크기에 찐 찹쌀을 이용한 음식으로 추측되고 있다.
멥쌀이 사용되기 시작한 것은 가마쿠라 시대 말기 무렵부터였으며, 주먹밥에 참김을 감싼 형태는 겐로쿠 시대부터로 보고 있다.
옛부터 전쟁에서 전투 식량으로도 활용되었다. 쌀과 보리를 뭉친 것을 1홉 씩 둥글게 뭉쳐서 1회 당 2개씩 휴대하였다고 한다.

## 현재

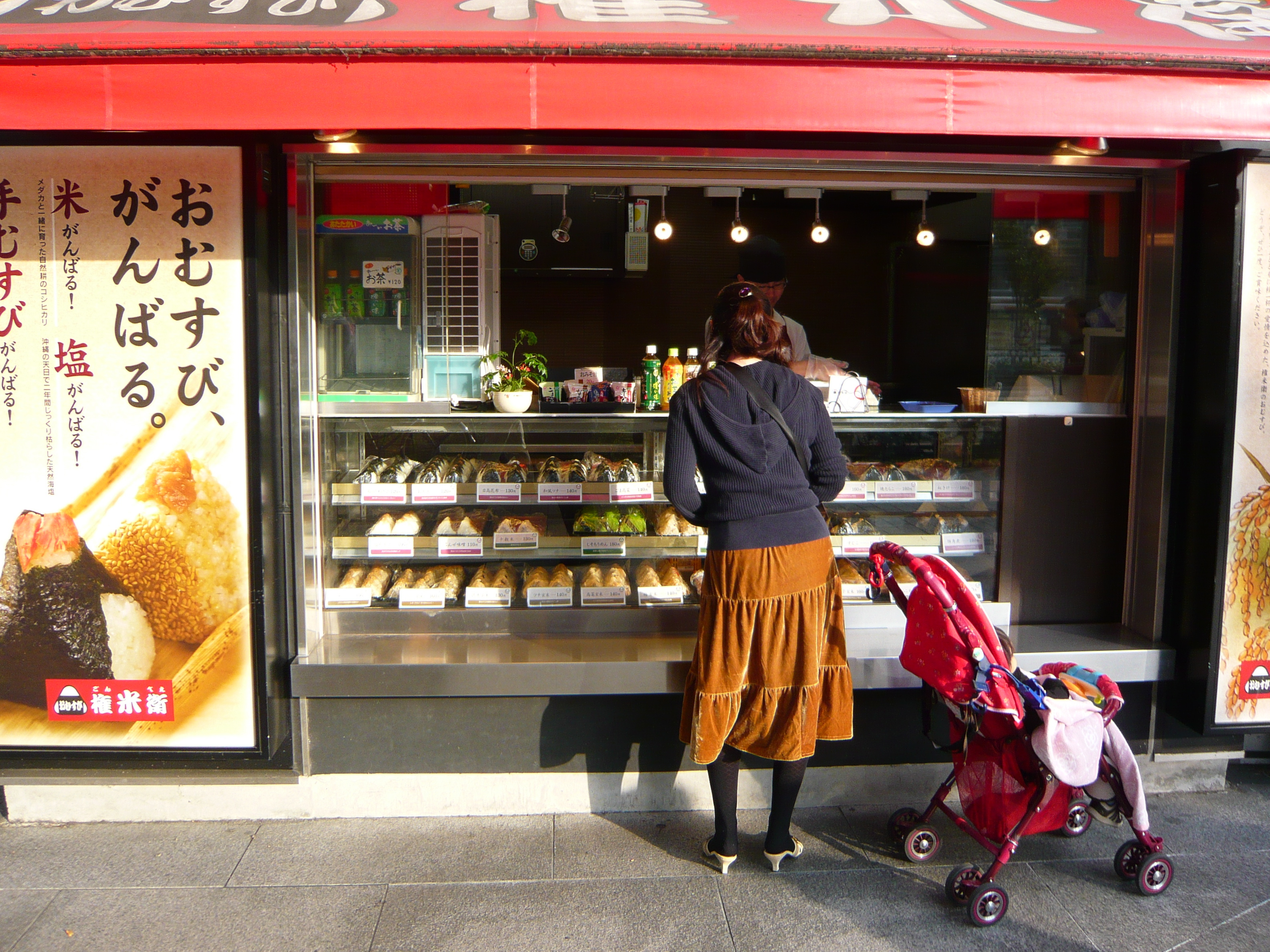
오니기리 대리점（아키하바라）

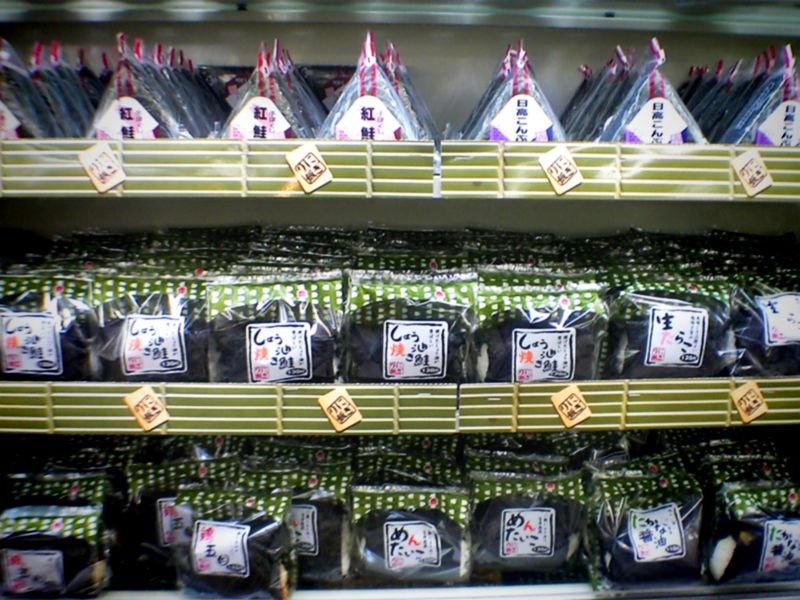
편의점（가마쿠라시）

오늘날 가정에서 만들어지는 것 외에, 편의점이나 슈퍼마켓 등의 시장에서도 판매되고 있다. 도시락 코너에서 중요시되고 특히 편의점에서는 각 사 마다 다양한 주먹밥 신상품을 개발하여 경쟁하고 있다. 주점 메뉴로도 인기가 높다.

### 가정
집에서 만든 것은, 여행에서 점심 등 휴대식이라는 원래 목적 외에, 만들어놓고 점심 등에서 일상적으로 먹을 수도 있다. 도시락에 넣을 수 있는 것도 많다.
모양은 다양하며, 일반적으로 「폭탄(爆弾)」이라는 큰 구형으로 뭉쳐서, 겉을 노리(김)로 싸는 방식도 있다. 만드는 방법에 따라 보존성도 달라진다. 히가시니혼(東日本)지역에서는 노리를 야키노리(焼き海苔, 구운 노리)로 싸는 경우가 많지만, 니시니혼(西日本)지역에서는 노리를 아지즈케노리(味付海苔, 맛 노리)로 싸는 경우가 많다. 이것은 노리 문화가 에도(江戸) 시대에 에도(江戸) 중심에서 다시마 문화가 강한 위쪽으로 전해진 때의 잔재라고도 한다.

### 편의점, 슈퍼마켓
한편, 편의점이나 슈퍼마켓 등에서 판매되는 오니기리는, 많은 식품 제조 공장 등에서 기계 (오니기리 성형 기계) 또는 전용 모양 틀을 이용하여 대량 생산되고 있다.
개별 포장이 되어있는 것, 2개 또는 몇 개가 팩 포장이 되어있는 것 등 형태가 다르다. 노리(김)를 사용한 주먹밥의 개별 포장의 경우 노리를 내부 필름(오니기리 필름)에서 쌀 사이로 분리하여 습기로부터 보호하고, 먹을 때 노리를 손으로 감는 타입인 경우가 많다. 이 보호 필름은 먹을 때 쉽게 손으로 빼낼수 있도록 고안되어 있고, 갓 감은, 바삭바삭한 노리의 식감을 즐길 수 있다.
홋카이도에서 도호쿠기타칸토에 걸친 지역과 오키나와 등에서는 편의점에서 오니기리를 구매하면 점원이 「데울까요? (温めますか?)」라고 묻는 경우가 많다고한다.
일반적으로 제조 이후로 단시간에 소비되는 것을 전제로 저장 방법은 냉장으로 지정하고, 며칠 이내의 소비 기간이 명기되어 있다. 노리를 사용하지 않는 주먹밥 등의 개별 포장은 내부 필름이 아닌 주머니 모양의 「오니기리 팩(おにぎりパック)」에 포장하여 판매되는 경우가 많다. 또한 몇 개가 팩 포장되어 있는 경우에는, 삼각형의 패인 곳을 붙인 전용 식품 트레이 등을 이용하여 팩 포장되어 있는 것도 있다.

### 음식점
오니기리를 전문으로 하는 판매점 및 음식점도 존재한다. 좌석(트인 공간)을 마련하거나, 미소시루 등을 제공하여, 그 자리에서 먹을 수 있도록 배려하는 곳도 있다.

### 주점
차즈케, 국수 등과 함께 대강 먹고 마시고 한 후에 먹는 일품으로 선호되고 있다. 구운 것으로 제공되기도 한다.

## 이름의 유래
오니기리라는 이름은 일본어로 '쥐다', '잡다'를 뜻하는 니기루(握る)의 동사의 명사형인 니기리(握り)에 존칭어두인 御를 덧붙인 말이다. 비슷하게 '뭉치다'를 뜻하는 무스부(結ぶ)의 명사형 무스비(結び)와 御를 덧붙인 오무스비(御結び)라고도 부른다. 보통 간토 지방에서는 오니기리, 간사이 지방에서는 오무스비라고 부르는 경우가 있다.

## 구성
오니기리를 구성하는 주요 요소는 모양 · 밥 · 속재료 · 포장이다.

### 모양
- 삼각형 - 높이가 낮은 삼각 기둥 모양. 에도 시대의 주먹밥은 이 모양이 많았다.
- 꾸러미 모양 - 원주 모양. 간사이 지방의 표준형이다.
- 원형, 접시 형 - 고다 치즈, 가가미모치 모양.
- 공 모양
- 사각형 - 높이가 낮은 직육면체 모양. 규슈, 중화민국 등에서 볼 수 있다.

모양은 이 밖에도 여러가지가 있을 수 있다.

### 밥
일본에서 주식으로 먹는 자포니카 쌀로 지은 밥은 식어도 녹말이 딱딱해지거나 맛이 떨어지지 않기 때문에 다른 품종에 비해 오니기리를 만드는 데에 적합하다.
- 흰 밥 (쌀)
- 팥밥
- 잡곡밥 - 보리밥, 오곡 미 등.
- 비빔밥
- 기타 쌀 요리 - 볶음밥이나, 치킨라이스, 드라이 카레 등.

### 속재료
속재료는 우메보시나 가쓰오부시, 다시마 등의 해산물 조림 등이 옛날부터 선호되었다. 이것은 오니기리가 휴대용 식량으로 이용되던 때에 높은 보존성과 살균 작용이 뛰어난 재료가 선호되었기 때문이다. 그러나 현대에는 다양한 속재료가 사용되고 있다.
- 건어물 - 가쓰오부시를 간장으로 양념한 것 등.
- 무침 - 참치 마요네즈, 새우 마요네즈 등. 차가운 밥을 사용하지 않는 가정집에서는 마요네즈가 녹아 자주 쓰이지 않는 재료이지만 편의점 등에서는 단골 메뉴이다.
- 튀김 - 새우 튀김, 돈카쓰 등.
- 볶음 - 고기 야채 볶음 등.
- 조림 - 돼지 고기 조림이나 참치 조림 등.
- 소금에 절인 생선- 연어, 고등어 등.
- 생선알 가공품 - 성게 간장 절임이나 연어 간장 절임, 명란젓 등.
- 달걀 - 삶은 달걀, 반숙 달걀.
- 피클 - 갓, 시바 절임 등.
- 발효 식품 - 된장, 낫토 등.
- 구이 - 연어 구이, 불고기, 스팸, 장어 구이 등.

### 포장

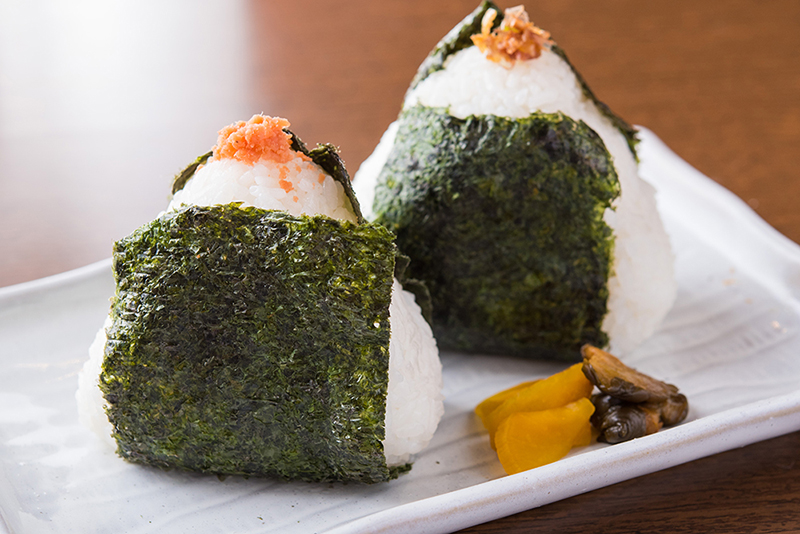
오니기리

오니기리의 포장에는 대개 노리(김)가 사용되지만, 간토 지방에서는 구운 노리, 간사이 지방에서는 조미 노리를 사용하는 등 지방마다 다른 노리를 선호하는 경우도 있다.
또 노리 이외에도 도야마현이나 이시카와현, 후쿠이현 등의 다시마 가공 산지에서 토로로콘부, 와카야마현에서 갓 절임, 가고시마현 아마미시의 도쿠노섬과 아마미오섬에서 지단으로 "달걀 오니기리(일본어: たまごおにぎり)"를 만드는 등 다양한 재료를 쓴다.
- 노리(김)
- 소엽
- 토로로콘부
- 갓
- 고기 - 미야자키현의 니쿠마키 오니기리 등.
- 지단 - 가고시마현 도쿠노섬, 아마미오섬의 달걀 오니기리 등.

포장을 하는 방법은 다양하며 삼각형 오니기리의 경우
1. 주먹밥 전체를 골고루 포장
2. 측면에서 앞뒤로 전달하는 모양으로 포장
3. 측면만 감싸는 모양으로 포장

등의 방법들이 있다.
포장을 하지 않고 참깨 등을 뿌려서 만드는 방법도 있다.

### 겉포장
오니기리의 겉포장에는 주로 랩 필름이나 종이, 알류미늄 호일 등이 쓰인다. 예전에는 대나무 껍질로 오니기리를 포장하는 것이 일반적이었다.

#### 주먹밥 필름
1979년 시노부 푸드에서 상단의 뾰족한 부분을 잡고 돌리면서 안의 필름을 떼어내는 낙하산 형태의 오니기리 포장을 개발하여, "당기기만 하면 되는 오니기리 Q"라는 캐치 프레이즈로 발매했다. 현재에는 상단의 컷 테이프를 따라 필름을 돌려 좌우로 분리하는 U자형 포장이 주로 사용된다.

## 같이 보기
- 아란치니
- 츠판퇀
- 쭝쯔